# Distretto di Kličaŭ
Il distretto di Kličaŭ (in bielorusso Клічаўскі раён?) è un distretto (raën) della Bielorussia appartenente alla regione di Mahilëŭ.